# Ungfrúin góða og húsið
Ungfrúin góða og húsið è un film del 1999 diretto da Guðný Halldórsdóttir.